# François Jean de Chastellux
Pour les articles homonymes, voir Chastellux.
François Jean de Beauvoir, marquis de Chastellux, né le 5 mai 1734 à Paris où il est mort le 24 octobre 1788,,, est un officier général et homme de lettres français.

## Biographie
Issu d’une ancienne famille de Bourgogne, les Beauvoir-Chastellux, François Jean de Chastellux était le petit-fils, par sa mère du chancelier d'Aguesseau.
Il fut colonel d'un régiment qui portait son nom et servit en Allemagne pendant la guerre de Sept Ans (1756-1763).
Ami de Voltaire et des Encyclopédistes, il cultivait la littérature au milieu des camps et fut élu à l'Académie française en 1775. Il donna quelques pièces de théâtre en société, notamment au château de La Chevrette, chez Mme d'Épinay, à Deuil-la-Barre, près de la forêt de Montmorency. Il rédigea l'article Idéal du Supplément à l'Encyclopédie.

### La guerre d'indépendance des États-Unis d'Amérique
Dès juillet 1780, il participa à la guerre d'indépendance des États-Unis d'Amérique en tant que major général dans le corps expéditionnaire français commandé par le comte de Rochambeau. Il fut l'officier de liaison « maréchal de camp » entre les Français et George Washington avec qui il se lia d'amitié. Il fut le troisième officier français dans la bataille de Yorktown. Sa rencontre avec Thomas Jefferson fut suivie d'une visite dans sa propriété de Monticello et d'un échange de correspondance entre les deux hommes. Le chevalier fut également proche du révérend James Madison, de George Wythe et Carlo Bellini (it), qu'il rencontra lors de son séjour à Williamsburg.
Notre homme de lettres reçut les deux titres honorifiques de LL.D (Legum Doctor) de la part du College of Philadelphia et du Collège de William et Mary avant de revenir en France en 1783. En retour celui-ci réussit à convaincre le comte de Vergennes, Secrétaire d'État des Affaires étrangères de Louis XVI d'offrir au nom du Roi de France, les plus importantes dotations en livres de l'époque aux bibliothèques de chacune des deux universités, soit 36 titres en 100 volumes de l'Imprimerie Royale.
En 1786, le chevalier de Chastellux publia un récit personnel et précis des événements de la guerre d'indépendance Voyages de M. le Marquis de Chastellux dans l'Amérique septentrionale, dans les années 1780, 1781 et 1782.
Son fils, Alfred de Chastellux (1789-1856), né posthume, sous-préfet napoléonien, orléaniste, fut député de l'Yonne et membre de la Chambre des pairs sous la monarchie de Juillet.

## Publications
- Essai sur l'union de la poésie et de la musique, 1765. Réédition : Slatkine, Genève, 1970. Texte en ligne
- De la Félicité publique, ou Considérations sur le sort des hommes, dans les différentes époques de l'histoire, 2 vol., 1772. Réédition : Publications de la Sorbonne, Paris, 1989. Texte en ligne 1 2
  - Voltaire a chroniqué favorablement cet ouvrage en 1777 dans le Journal de Politique et de Littérature. Texte en ligne.
- Éloge de M. Helvétius, 1774
- Voyage de Newport à Philadelphie, Albany, &c, 1781. Texte en ligne Réédité sous le titre Voyages de M. le Mis de Chastellux dans l'Amérique septentrionale, dans les années 1780, 1781 et 1782, 2 vol., 1786. Texte en ligne 1 2 Réédition : Tallandier, Paris 1980.
- Pensées sur le mouvement : contenu dans Nicolas Bergasse, Considérations sur le magnétisme animal ou sur la théorie du monde et des êtres organisés d'après les principes de M. Mesmer, 1784
- Discours sur les avantages ou les désavantages qui résultent pour l'Europe de la découverte de l'Amérique, objet du prix proposé par M. l'abbé Raynal, 1787 Texte en ligne
- Nouveaux éclaircissemens sur l'inoculation de la petite vérole pour servir de réponse à un écrit de M. Rast, médecin de Lyon, s. d.
- Réponse à une des principales objections qu'on oppose maintenant aux partisans de l'inoculation de la petite vérole, s. d.

Théâtre
- Roméo et Juliette, drame, 1770, Deuil-la-Barre, Château de La Chevrette [non imprimé]
- Iphigénie en Aulide, opéra en 3 actes et en vers, 1773 [non imprimé]
- L'Officieux importun, comédie, 1775, Deuil-la-Barre, Château de La Chevrette [non imprimé]

Traductions
- Francesco Algarotti : Essai sur l'opéra, 1773 Texte en ligne
- David Humphreys (en) : Discours en vers adressé aux officiers et aux soldats des différentes armées américaines, 1786

## Pour approfondir

### Iconographie
- Charles Willson Peale, Portait de François Jean de Chastellux (vers 1782), Philadelphie, parc national historique de l'indépendance.
- Camille Roqueplan, Portrait de François Jean de Chastellux Maréchal de France 1734-1888, huile sur toile, Versailles, musée national du château de Versailles et de Trianon.